# Notarcha
Notarcha é um gênero de mariposa pertencente à família Crambidae.